# Menhir de Thomm
Le menhir de Thomm (en allemand : Menhir von Thomm), connu également sous le nom de « Hinkelstein von Thomm » ou « Hinkelstein bei Thomm », est un mégalithe datant du Néolithique situé près de la commune de Thomm, en Rhénanie-Palatinat (Allemagne).

## Situation
Le menhir se dresse dans un pré situé à quelques centaines de mètres au nord-ouest de Thomm, à proximité de la Route Nationale 151.

## Description
Il s'agit d'un bloc de quartzite blanchâtre mesurant environ 1,80 m de hauteur ; la pierre est légèrement inclinée.

## Histoire

Armoiries de la commune de Thomm.

Dans les armoiries de la commune de Thomm, le menhir est symbolisé par une pointe d'argent dans la partie inférieure du bouclier.